# دن گلدفوس
دن گلدفوس (انگلیسی: Dan Goldfuss؛ زادهٔ ۲۸ دسامبر ۱۹۷۶) سرلشکر نیروهای دفاعی اسرائیل است، که از ژوئیه ۲۰۲۴ به‌عنوان فرمانده سپاه شمالی فعالیت می‌کند.
گلدفوس فعالیت نظامی را از سال ۱۹۹۵ در نیروی زمینی اسرائیل آغاز کرد، سپس به یگان شایتت ۱۳ پیوست. وی از ۲۰۰۲ تا ۲۰۰۴ فرمانده یگان گدس نهال بود، از ۲۰۱۹ تا ۲۰۱۷ فرماندهی تیپ نهال را برعهده داشت، در فاصله سال‌های ۲۰۱۹ تا ۲۰۲۱ به‌عنوان فرمانده سپاه پیاده اسرائیل فعالیت می‌کرد و از ۲۰۲۲ تا ۲۰۲۴ فرمانده لشکر ۹۸ چترباز هائش بود.

## زندگی‌نامه
گلدفوس در ۲۸ دسامبر ۱۹۷۶ در شهر اورشلیم متولد شد. والدین او مهاجران یهودی بودند که از آفریقای جنوبی به اسرائیل مهاجرت کرده بودند. وی در یک خانواده مذهبی بزرگ شد اما بعداً سکولارتر شد. او در مارس ۱۹۹۵ در ارتش اسرائیل ثبت نام کرد و داوطلبانه به یگان شایتت ۱۳ پیوست. گلدفوس دوره آموزشی رزمی را در واحد شایتت به پایان رساند و در نبردهای جنوب لبنان شرکت کرد، از جمله در کمین انصاریه، عضو نیروی جستجو و نجات بود. پس از آن به دوره افسران پیاده‌نظام رفت. در پایان دوره به یگان شایتت ۱۳ بازگشت و به عنوان فرمانده دسته منصوب شد. او بعداً به عنوان فرمانده یک واحد رزمی در شایتت، از جمله در عملیات دیوار دفاعی، حضور داشت. سپس به تیپ نهال منتقل شد و بین سال‌های ۲۰۰۲ تا ۲۰۰۴ به عنوان فرمانده واحد گدس نهال منصوب شد و این یگان را در مبارزه با تروریسم فلسطینی در انتفاضه دوم رهبری کرد. به دلیل شیوه فرماندهی‌اش در این نبرد، از سوی موشه کاپلینسکی نشان افتخار آلوف به او اعطا شد.
در سال ۲۰۰۷ به درجه سرهنگ دومی (سگان-آلوف) ارتقا یافت و به عنوان فرمانده دسته در یگان شایتت ۱۳ منصوب شد و از جمله در عملیات سرب گداخته این واحد را رهبری کرد. او تا سال ۲۰۰۹ در این سمت فعالیت کرد. بعدها بین سال‌های ۲۰۰۹ تا ۲۰۱۱ به عنوان فرمانده گردان ۹۳۱ اونیکس منصوب شد. در ژوئیه ۲۰۱۵ به عنوان فرمانده گردان ۲۲۶ چتربازان ذخیره و همزمان فرمانده یک واحد در دوره فرماندهان گروهان و فرماندهان گردان منصوب شد و تا مارس ۲۰۱۷ در سمت‌های خود فعالیت کرد. در ۲ مارس ۲۰۱۷ به عنوان فرمانده تیپ ۹۳۳ نهال منصوب شد و تا ۱۵ اوت ۲۰۱۹ در این سمت حضور داشت. در ۱۶ سپتامبر ۲۰۱۹، او به درجه سرتیپی (تات-آلوف) ارتقا یافت و به عنوان فرمانده سپاه پیاده‌نظام منصوب شد، سمتی که تا ۱۹ ژوئیه ۲۰۲۱ در آن خدمت کرد. در پایان سمت خود، برای تحصیل به دانشگاه هاروارد در ایالات متحده رفت. در ۲۱ سپتامبر ۲۰۲۲، او به عنوان فرمانده لشکر ۹۸ چتربازان، که با نام ها-اش یا «تشکیلات آتش» نیز شناخته می‌شود، منصوب شد.
در طول جنگ جاری غزه، او فرماندهی لشکر ۹۸ چتربازان را در خان یونس در جنوب نوار غزه بر عهده داشته است.
گلدفوس در بیانیه‌ای که در مارس ۲۰۲۴ در نوار غزه ایراد کرد، از رهبران اسرائیل خواست که «شایسته نیروهای ذخیره‌ای باشند که اهمیتی نمی‌دادند از کدام طرف هستند و در کنار هم می‌جنگند».
در ۳۱ ژوئیه ۲۰۲۴، گلدفوس به عنوان فرمانده لشکر ۹۸ چتربازان به خدمت خود پایان داد، به درجه سرلشکر (آلوف) ارتقا یافت و به عنوان فرمانده سپاه شمالی که فقط در زمان جنگ فعال است، انتخاب شد و همچنان در این جایگاه فعالیت می‌کند.